# Nače Majčen
Nače Majčen (Liubliana, Yugoslavia12 de julio de 1968) es un deportista esloveno que compitió para Yugoslavia en natación, en la modalidad de aguas abiertas. Ganó una medalla de oro en el Campeonato Europeo de Natación en Aguas Abiertas de 1989, en la prueba de 25 km.

## Palmarés internacional
| Representando a Yugoslavia |                         |                |        |
| Campeonato Europeo         |                         |                |        |
| Año                        | Lugar                   | Medalla        | Prueba |
| 1989                       | Stari Grad (Yugoslavia) | Medalla de oro | 25 km  |